# トーワ杯カラテ・ジャパン・オープン
トーワ杯カラテジャパンオープントーナメント（とーわはいからてじゃぱんおーぷんとーなめんと））は、過去にトーワ折込企画が主催し、全日本新空手道連盟が企画・実行した無差別級のグローブ空手日本一を決める大会である。正式大会名称は「トーワ杯カラテトーナメント選手権大会」。

## 概要
第1回大会は1992年1月12日に東京武道館で開催され、佐竹雅昭、西良典、村上竜司などフルコンタクト空手各流派の王者に加え、稲葉紀之、大成敦ら新空手王者勢、キックボクサーなど各流派の重量級強豪が一同に揃い、最も制約の少ない完全決着方式の実力決定戦を行った。
試合は無差別級で行われ、本戦3分、グローブ着用で顔面攻撃あり肘打ち膝蹴りあり、体重判定なしで完全に差がつくまで何回でも延長するルールだった。優勝者に500万円、総額1千万円以上の武道奨励金を出した。
第4回大会は、無差別級と中量級の2階級で行われた。第5回大会も1996年1月21日に開催予定で、プロ選手出場も解禁。軽量級には王者クラスのキックボクサーの出場の可能性もあったが、応募者が重量級18名、軽量級23名と規定出場人数50名以下の応募だった為、中止となった。正道会館のK-1シリーズの隆盛もありカラテジャパンオープンの意義も薄れつつあった事も影響している。

## 出場選手

### 第1回大会（1992年1月12日）
数字はゼッケン番号（所属は当時）

Aブロック
- 1. 稲葉紀之（76kg・藤原道場）
- 2. 赤渕千聡（70kg・正心館）
- 3. 杉野健（73kg・フリー）
- 4. 松下善裕（70kg・フリー）
- 5. 星野昭（70kg・怪猫）
- 6. 緒方弘和（83kg・花澤ジム）
- 7. 吉村鉄雄（83kg・巍桜流拳法）

- 8. 小野喜輝（72kg・天道館）
- 9.福田登志巳（76kg・フリー）
- 10. 割田康士（75kg・拳桜会）
- 11. 松原孝範（73kg・フリー）
- 12. 浅井聖勝(70kg・正心館）
- 13.君塚隆之（71kg・フリー）
- 14.手塚武彦（80kg・正道会館）

Aブロック決勝　○ 1.稲葉紀之（本戦 KO勝ち） 8.小野喜輝 ×
Bブロック
- 15.白木貴之（78kg・士心館）
- 16.山際康幸（70kg・フリー）
- 17.中上隆之（70kg・フリー）
- 18.染谷浩明（70kg・超越塾）
- 19.黒山正（70kg・正心館）
- 20.新井利明（70kg・フリー）
- 21.林文典（82kg・BUNジム）

- 22.塩川寛和（80kg・鷲会）
- 23.金泰泳（80kg・正道会館）
- 24.近藤昇（81kg・フリー）
- 25.川添幸治（73kg・正心館）
- 26.横地健至（75kg・超格闘技集団）
- 27.水引宣重（75kg・真導館）
- 28.石丸清剛（75kg・北星館）
- 29.西良典（89kg・慧舟会）

Bブロック決勝　○ 23.金泰泳（本戦 判定勝ち） 18.染谷浩明 ×
Cブロック
- 30.阿部健一（72kg・健闘塾）
- 31.石原聖一（75kg・不動館）
- 32.塚本隆康（75kg・フリー）
- 33.中森創（90kg・SVG)
- 34.斎藤修（95kg・練武館斎藤塾）
- 35.松浦信次（70kg・自顕会）
- 36.内田弥（105kg・正道会館）

- 37.柴田智将（84kg・健心館）
- 38.中山満則（88kg・フリー）
- 39.森修(73kg・誠武館）
- 40.大久保修（70kg・正心館）
- 41.大沼和明（77kg・北星館）
- 42.片平泰教（73kg・菊池塾）
- 43.大成敦（80kg・大成塾）

Cブロック決勝　○ 30.阿部健一（延長 KO勝ち） 43.大成敦 ×
Dブロック
- 44.村上竜司（85kg・士道館）
- 45.鯖江興海人（70kg・フリー）
- 46.岡部武央（70kg・フリー）
- 47.石川幸一郎（72kg・田辺塾）
- 48.林昌則（70kg・聖心館）
- 49.佐藤敦（85kg・拳桜流）
- 50.横関稔（87kg・士心館）

- 51.得地賢太郎（70kg・治政館）
- 52.佐野登稔（71kg・日本拳法）
- 53.坂爪武史（85kg・正心館）
- 54.白井吉人（85kg・白井ジム）
- 55.山口雅裕（90kg・近畿大学）
- 56.秋山文生（87kg・誠武館）
- 57.佐竹雅昭（103kg・正道会館）

Dブロック決勝　○ 57.佐竹雅昭（延長 KO勝ち） 44.村上竜司 ×

## 試合内容

### 第１回大会 準決勝
- Aブロック勝者 稲葉紀之 vs Bブロック勝者 金泰泳

金泰泳は3回戦の西良典戦で延長3回、本戦を入れて12分間の死闘で腰を痛める。続くBブロック決勝で染谷浩明に判定勝ちするも満身創痍の状態。立つのもやっとの金は、稲葉紀之の肘、膝、アッパーを一方的に浴び続ける。本戦終了し稲葉の判定勝ち。金はセコンドに抱えられながらリングを降り、病院へ直行した。

○ 稲葉紀之(本戦 判定勝ち） × 金泰泳
- Cブロック勝者 阿部健一 vs Dブロック勝者 佐竹雅昭

阿部健一は3回戦の内田弥戦で33キロ差をKOで突破、Cブロック決勝で、大成敦に左ミドルキックでKO勝ち。31キロ差の佐竹雅昭との対戦でも場内は阿部の健闘に期待する。佐竹はじっくりと構え、阿部は左ミドルを突き刺す。本戦は引き分け。延長戦、両者の間合いが近づき佐竹はアッパー、阿部はタイミングのいい左ミドルをカウンターで打つ。阿部の果敢な攻めに会場は声援を送る。試合は再延長。阿部に疲れがみえる。佐竹がコーナーに押し込みパンチ、肘の連打、さらにジャンプからの肘打ち下ろしを浴びせ、阿部の頭は何度もガクリと揺れるが倒れない。判定は佐竹。阿部は佐竹の重爆攻撃を喰らいながらも一度も倒れず格闘技者の矜持を示しリングを降りた。

○ 佐竹雅昭(再延長 判定勝ち） × 阿部健一

## 入賞者
| 順位・表彰       | 第1回大会(1992年） | 第2回大会(1993年）   | 第3回大会(1994年）   | 第4回大会(1995年）               | 第4回大会 中量級       |
| ---------------- | ------------------ | -------------------- | -------------------- | -------------------------------- | ---------------------- |
| 優勝             | 佐竹雅昭           | 佐竹雅昭             | 後川聡之             | 村上竜司                         | 竹森毅                 |
| 準優勝           | 稲葉紀之           | 金泰泳               | 金泰泳               | 阿部修治                         | 赤渕千聡               |
| 第三位           | 阿部健一           | 後川聡之             | 内田弥               | ジェイソン・オーリー             | 川添幸司               |
| 第四位           | 金泰泳             | 村上竜司             | 村上竜司             | 本間 聡 (第三位）                | 鈴木達也 (第三位）     |
| 黒崎健時賞       | 阿部健一           | 該当者なし           | -                    | -                                | -                      |
| 優秀選手賞       | 染谷浩明           | 染谷浩明             |                      | 染谷浩明                         |                        |
| 技能賞           | 稲葉紀之           | 田上敬久             | 川添幸司             | 杉山傑                           |                        |
| 敢闘賞           | 金泰泳             | 柳澤龍志             | 柳沢龍志             | 瀬尾尚久                         |                        |
| 努力賞           | -                  | 坂爪武史             | 八藤後邦明           | 野尻悦久                         |                        |
| 特別賞           | -                  | 石川雄規             | 平岡功光             | ジェイソン・オーリー（ゴン格賞） | 竹森毅（東スポ賞）     |
| 特別賞           | -                  | -                    | -                    | 本間聡（格通賞）                 | 川添幸司（フルコン賞） |
| ベストファイト賞 | 阿部健一vs内田弥   | 村上竜司二vs玉城厚志 | 村上竜司二vs高橋義生 |                                  |                        |